# Luigi Chiodi (letterato)
Monsignore Luigi Chiodi (Verdello, 9 settembre 1914 – Verdello, 9 luglio 1988) è stato un letterato e scrittore italiano, direttore di Biblioteca Civica A. Mai di Bergamo.

## Biografia
Ordinato sacerdote il 26 febbraio 1938 nella basilica di San Giovanni in Laterano, laureato in teologia nella Pontificia Università Lateranense di Roma nel 1939 con il professore Antonio Casamassa, discutendo la tesi «Motivi medievali della polemica antiebraica negli scrittori cattolici», successivamente in lettere, nel 1943, nell'Università Cattolica del Sacro Cuore di Milano. Insegnante di lettere e poi di storia ecclesiastica nei seminari di Clusone (1939- 1941) e di Bergamo (1941- 1959), di cui fu anche prefetto, collaboratore dell' Enciclopedia ecclesiastica (Milano: F. Vallardi, 1942- 1963) e di un settimanale cattolico locale.
Reggente dal 1957 della Biblioteca civica Angelo Mai di Bergamo, ne divenne direttore dal 1959, avendo vinto il concorso bandito l'anno precedente, e vi rimase fino al collocamento a riposo, nel 1978.
Durante la sua direzione dette impulso alla biblioteca, soprattutto nel campo della valorizzazione dei suoi fondi antichi e delle sue raccolte speciali, curando in particolare il catalogo de La raccolta tassiana della Biblioteca civica "A. Mai" di Bergamo (Bergamo: a cura della Banca piccolo credito bergamasco, 1960, in collaborazione), l'Indice degli incunabuli della Biblioteca civica di Bergamo (Bergamo: Tip. Secomandi, 1966) e infine Le cinquecentine della Biblioteca civica "A. Mai" di Bergamo (Bergamo: Biblioteca civica, 1974), tutti lavori di notevole impegno, ricchezza e utilità.
Redattore dal 1958 e direttore dal 1969 di « Bergomum», la rivista della biblioteca, vi pubblicò, oltre agli ultimi due cataloghi sopra ricordati, numerosi contributi di bibliografia, archivistica, arte e soprattutto storia locale.
Socio dell'Ateneo di Bergamo e appassionato ricercatore di documenti e cultore di tradizioni locali, collaborò fino alla morte a numerosi altri periodici o giornali bergamaschi e a varie iniziative editoriali (Terra di Bergamo, Bergamo: Banca popolare di Bergamo, 1969, 3 vol., con fotografie di Pepi Merisio, e la nuova edizione, uscita postuma, della Storia di Bergamo e dei bergamaschi di Bortolo Belotti, Bergamo: Poligrafica Bolis, 1989- 1990, 9 vol.).
Fu anche socio dell'Associazione italiana biblioteche negli anni Sessanta.